# Skrchov
Skrchov (en allemand : Skerchow) est une commune du district de Blansko, dans la région de Moravie-du-Sud, en République tchèque. Sa population s'élevait à 109 habitants en 2020.

## Géographie
Skrchov se trouve à 9 km au nord-nord-est de Kunštát, à 25 km au nord-nord-ouest de Blansko, à 43 km au nord-nord-ouest de Brno et à 162 km à l'est-sud-est de Prague.
La commune est limitée par Letovice au nord-est, à l'est et au sud, et par Stvolová à l'ouest et au nord-ouest.

## Histoire
La première mention écrite de la localité date de 1406.